# Cucurbita maxima

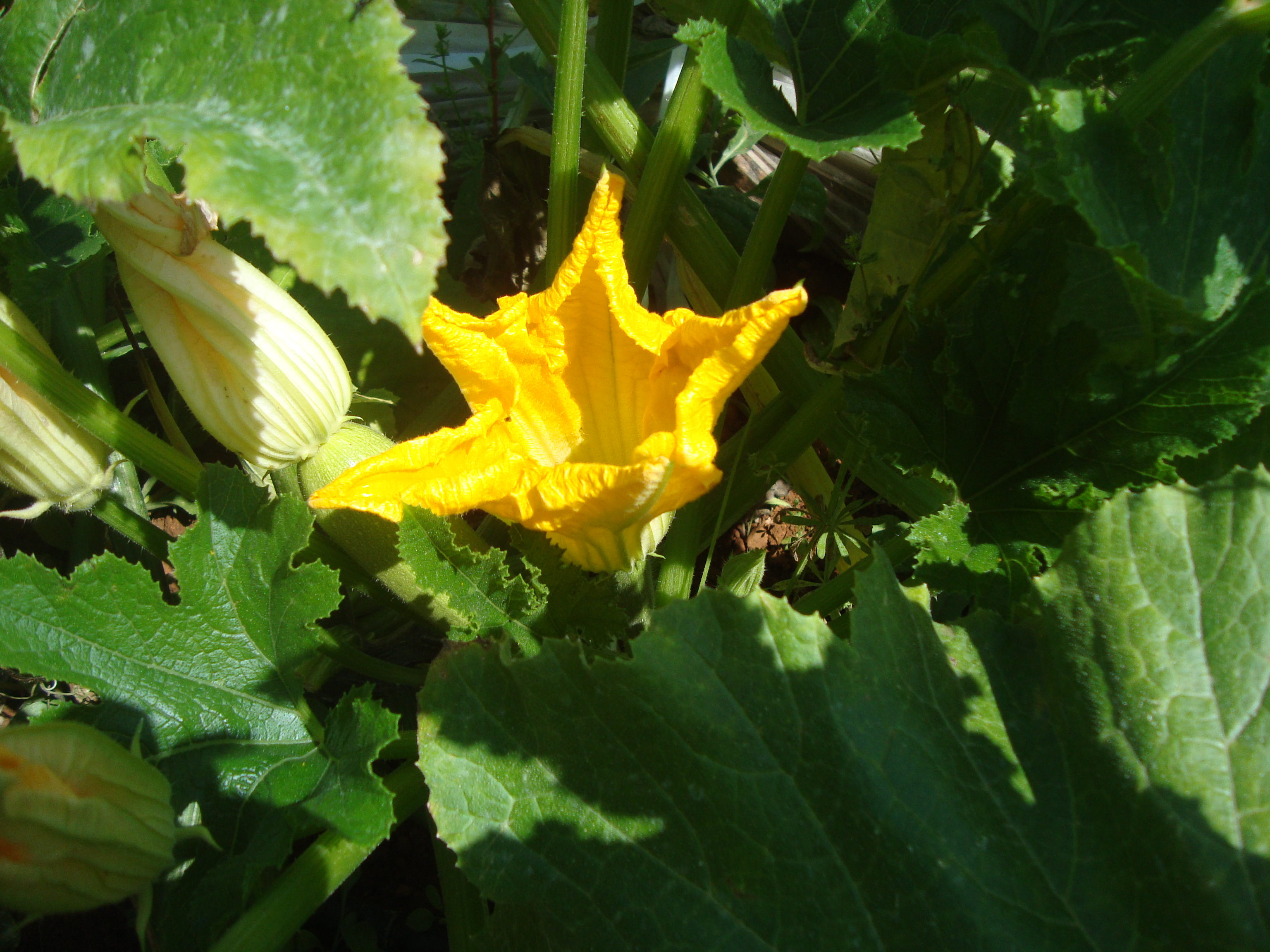
Flor de calabaza

Si este no es el grupo de cultivos que estabas buscando quizás debas buscar en Calabazas

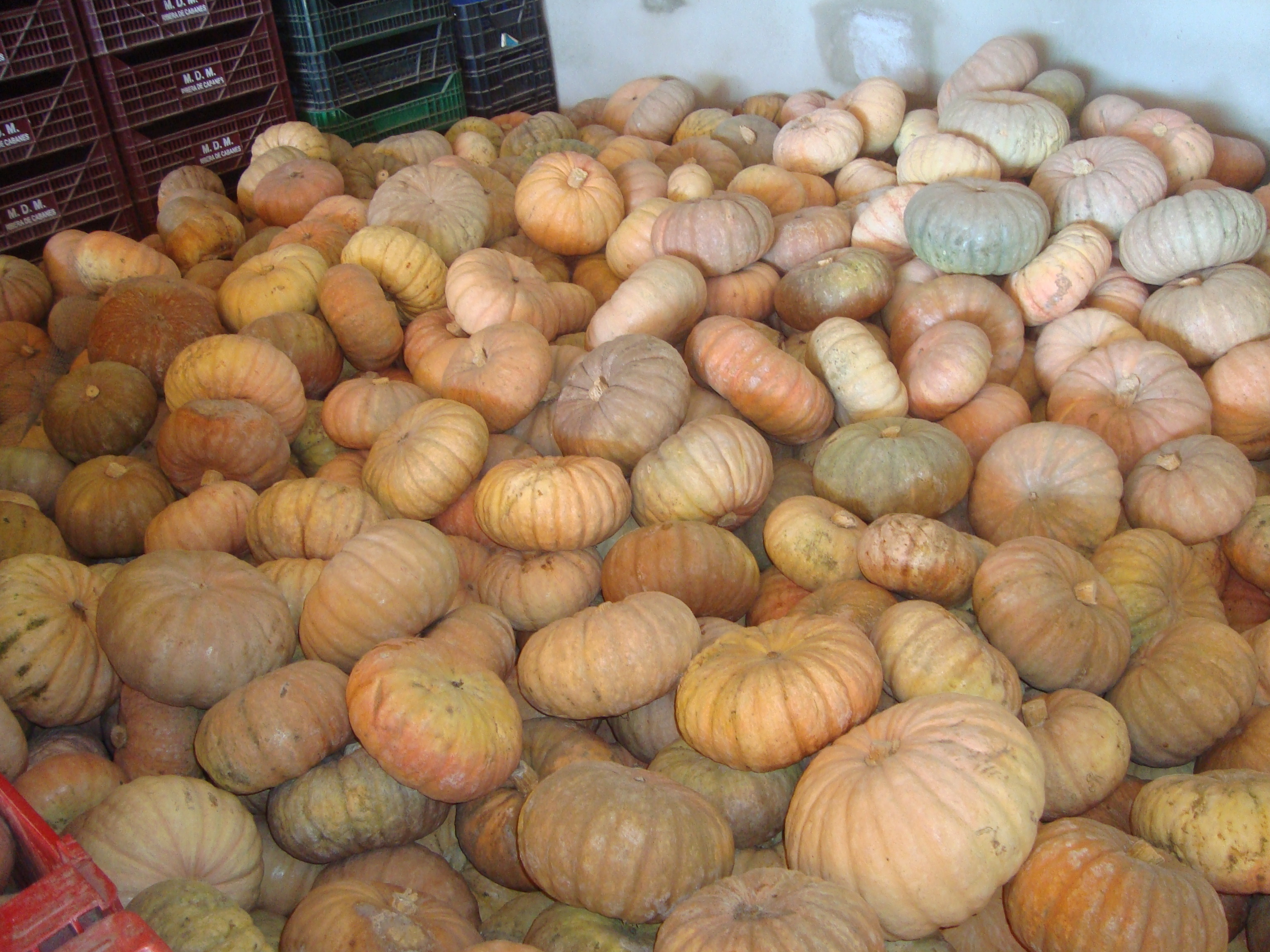
Almacén de calabazas valencianas

Cucurbita maxima es el nombre científico de una especie de plantas cucurbitáceas originaria de zonas templadas del sur de América, que junto con otras especies emparentadas (Cucurbita pepo, C. moschata, C. argyrosperma) forman un grupo de especies de calabazas cuyas variedades cultivadas, de las que se cosecha su fruto maduro o inmaduro, poseen usos culinarios indistinguibles (son los zapallos, calabacines, zapallitos, auyamas, ahuyamas, pipianes, ayotes, etc.). 
Es la especie a la que pertenecen las variedades de fruto más grande, entre las que se encuentran las calabazas gigantes utilizadas en los concursos de tamaños, y en el Cono Sur de América la variedad «zapallito» (Cucurbita maxima var. zapallito) es la más consumida inmadura como verdura de estación. Posee una subespecie silvestre, Cucurbita maxima subsp. andreana (a veces encontrada con su nombre binomial y anterior nombre de especie, Cucurbita andreana), que se distribuye desde el centro de Argentina hasta Uruguay, de la que incluso desde varios kilómetros de distancia puede llegar el polen a las variedades cultivadas de su propia especie haciendo que sus semillas se desarrollen como plantas de fruto amargo y no comestible. No hibrida con las demás especies.

## Descripción
Biología, diferenciación de las demás especies y cultivo en Cucurbita pepo, C. maxima, C. moschata, C. argyrosperma.
Las poblaciones silvestres en Cucurbita maxima subsp. andreana.

## Tipos
Se han desarrollado muchos cultivares de Cucurbita maxima. Al igual que en C. pepo, las plantas existen con un hábito arbustivo que es particularmente evidente en las plantas jóvenes, pero las plantas más viejas crecen de forma silvestre.
- La calabaza Arikara es una variedad tradicional de C. maxima. Las frutas pesan de dos a cinco kilogramos. La forma de la fruta puede ser lágrima o redonda, y están coloreados en un patrón moteado de naranja y verde. Se desea tanto por sus cualidades alimenticias como por su decoración de temporada. Esta variedad remonta su ascendencia a la tribu Arikara de las Dakotas, entre quienes su cultivo es anterior al asentamiento blanco.
- La calabaza de plátano tiene una forma alargada, con piel azul claro, rosa o naranja y pulpa anaranjada brillante.
- Calabacín de Boston con sabor dulce, estrecho en un extremo y bulboso en el otro.
- La calabaza de Buttercup es una variedad común, con forma de turbante (una parte superior plana) y piel de color verde oscuro, con un peso de 1,5 a 2,5 kilogramos, y normalmente pesada con carne densa de color amarillo anaranjado. No debe confundirse con la calabaza moscada.
- La calabaza Candy Roaster es una variedad local que fue desarrollada originalmente por el pueblo cherokee en los Apalaches del sur. Otra variedad de la herencia, es bastante variable en tamaño (5-125 + kg), forma (redonda, cilíndrica, lágrima, bloque, etc.) y color (rosa, tostado, verde, azul, gris o naranja), aún la mayoría tiene pulpa fina de color naranja. Esta variedad goza de popularidad continua, particularmente en los Apalaches del sur.
- La calabaza Hubbard es otro cultivar de esta especie que generalmente tiene una forma de lágrima. A menudo se usa como reemplazo de las calabazas en la cocina. Según una fuente, el nombre proviene de Bela Hubbard, colono de Randolph Township, Ohio, en la Reserva del Oeste de Connecticut. Muchas otras fuentes enumeran una historia alternativa.Estas fuentes afirman que la calabaza Hubbard (en ese momento sin nombre) llegó a Marblehead, Massachusetts a través del Capitán Knott Martin. Una mujer llamada Elizabeth Hubbard llamó la atención de su vecino, un comerciante de semillas llamado James J. H. Gregory. Posteriormente, el Sr. Gregory lo introdujo en el mercado utilizando el nombre de la Sra. Hubbard como epónimo. Gregory más tarde crio y lanzó el hubbard azul, que tiene una piel gris azulada. La otra variedad importante, la calabaza dorada, tiene una piel de color naranja brillante. Los anuncios de Gregory para la fecha de la calabaza son de al menos 1859.  La calabaza Hubbard, incluidas las preguntas sobre el nombre, es incluso el tema de una canción infantil, «Raising Hubbard Squash in Vermont».
- Jarrahdale Pumpkin es una calabaza con piel gris. Es casi idéntico a las variedades 'Queensland Blue' y 'Sweet Meat'.
- Kabocha es una variedad japonesa con piel de color verde oscuro y pulpa brillante de color naranja dorado.
- La calabaza Lakota es una variedad norteamericana. Tiene forma de pera y naranja rojizo con rayas verdes. Recibe su nombre de la tribu Lakota de los indios sioux que cultivaron la resistente calabaza de invierno. Es apreciado por su carne de naranja fina y su sabor a nuez en la cocina y la repostería.
- La calabaza Nanticoke es una variedad rara de herencia que fue cultivada tradicionalmente por la gente Nanticoke de Delaware y el este de Maryland. Es una de las pocas calabazas de invierno nativas americanas sobrevivientes de los bosques orientales.
- Calabaza de turbante, también conocida como «turbante francés», una herencia anterior a 1820, y estrechamente relacionada con la calabaza de mantequilla.

## Usos
El calabacín, un cultivar común, se puede asar, hornear y hacer puré en sopas, entre una variedad de usos de relleno, al igual que la calabaza. Es extremadamente popular, especialmente como sopa, en Brasil, Colombia y África.
Todas las calabazas gigantes (más de 100 libras o 45 kilogramos) son de esta especie, incluidas las calabazas más grandes jamás documentadas, que han alcanzado un tamaño de 2,624 libras (1,190 kg).
La semilla de C. maxima se usa en el tratamiento de parásitos en animales. 

## Taxonomía y variedades
Luego del libro de Linneo (1753) tomado como punto de partida de la nomenclatura botánica moderna, libro del que se tomó el nombre de género Cucurbita, fue Antoine Nicolas Duchesne (1747-1827), quien trabajaba en Francia, el primero que intentó de forma sistemática cruzar varios cultígenos del género, concluyendo que entre sus accesions había tres especies biológicas (comunidades reproductivas), a una de ellas la llamó Cucurbita maxima (Duchesne 1786). Décadas más tarde, Charles Naudin estudió la cruzabilidad dentro de Cucurbita y confirmó los hallazgos de Duchesne (Naudin 1856), en 1896 agregaría la descripción de la especie Cucurbita andreana a partir de semillas de una Cucurbita silvestre enviada desde Uruguay por el colector E. André, de quien tomó el epíteto.
Los estudios de cruzas concluyeron, como los locales informaban, que la cultivada Cucurbita maxima y la silvestre Cucurbita andreana podían hibridar libremente entre sí por lo que pertenecían a la misma especie biológica (comunidad reproductiva), pero no fue hasta 1982 que el taxónomo Filov recircunscribió el concepto taxonómico de Cucurbita maxima como una comunidad reproductiva, de forma de agregar en su composición de organismos a las poblaciones silvestres, y dentro de ella nombró los conceptos taxonómicos de una subespecie silvestre y una domesticada, con sus propios caracteres distintivos, siendo la silvestre  presumiblemente ancestro de la cultivada.
Las dos subespecies de Filov (1982) son:
- Cucurbita maxima subsp. maxima, que agrupa las variedades cultivadas.
- Cucurbita maxima subsp. andreana, la subespecie silvestre.

Las variedades cultivadas poseen una gran variación en los caracteres de su fruto, lo cual ha resultado en numerosos intentos de clasificación infraespecífica, que en general no han ganado aceptación debido a que no reflejan relaciones genéticas o no consideran la variación mundial en los caracteres (Paris y Maynard 2008). Ver las descripciones y los problemas de nomenclatura en Calabazas, calabacines, zapallos, zapallitos y nombres afines.

## Hábitat y distribución
Es originaria de América, donde se desarrolla de forma silvestre en Argentina y Uruguay, en poblaciones agrupadas bajo el nombre de Cucurbita maxima subsp. andreana.
Los registros más antiguos de su cultivo se encuentran en la cultura Las Vegas, en la península de Santa Elena (Ecuador).[cita requerida] Estos vestigios fueron estudiados en los años setenta y ochenta por la arqueóloga estadounidense Karen Stother.[cita requerida] Los restos más antiguos hallados en la costa de Perú datan de más de 6000 a. C. y hace 2000 años ya era domesticada por la Cultura Mochica.[cita requerida] Luego de los viajes de Colón fue introducida en época temprana en Europa junto con las demás Cucurbita cultivadas y de ahí al resto del mundo.

## Agroecología y cultivo
Como es general en cucurbitáceas se desarrolla mejor a 25-30 °C y muere con las heladas, junto con C. pepo poseen los cultivares más tolerantes a las temperaturas más frescas, mientras que C. argyrosperma y C. moschata son las que poseen los cultivares más tolerantes a las temperaturas más altas. El resto como en las demás especies, en Cucurbita pepo, C. maxima, C. moschata, C. argyrosperma.

## Citas
1. ↑  HS Paris y DN Maynard (2008) Cucurbita en J Janick y RE Paull (2008[4]) The Encyclopedia of Fruit and Nuts: "Squash and pumpkins, like other cucurbits, grow most quickly in warm temperatures (25-30ºC) and are killed by frost. Warm temperatures promote growth and are especially beneficial for germination and development of seedlings. C. pepo and C. maxima pumpkins and squash are more tolerant to cooler temperatures than C. argyrosperma and C. moschata. Intense light is essential for good fruit production."